# کورنلیا فوربس
کورنلیا فوربس (آلمانی: Cornelia Froboess؛ زادهٔ ۲۸ اکتبر ۱۹۴۳) هنرپیشه و خواننده اهل آلمان است.
از فیلم‌ها یا برنامه‌های تلویزیونی که وی در آن نقش داشته‌است، می‌توان به کوبیدن بر در بهشت، اشتیاق ورونیکا فوس و تندباد اشاره کرد. وی نماینده کشور آلمان در مسابقه آواز یوروویژن ۱۹۶۲ بوده‌است.